# مستقيم زاده
مُسْتَقِيم زاده (1131 - 1202 ه‍ـ / 1719 - 1788 م) هو فقيه و متصوف ، من أهل اسطنبول.
هو سليمان سعد الدين بن عَبْد الرَّحْمَن أمن الله بن محمد مستقيم، وشهرته مستقيم زاده. له الكثير من التصانيف، أشهرها «مجلة النصاب في النسب والكنى والألقاب».